# Intercontinental Le Mans Cup 2011
Intercontinental Le Mans Cup 2011 är den andra säsongen av Intercontinental Le Mans Cup som omfattade sju deltävlingar i fyra klasser.

## Tävlingskalender
| Datum        | Tävling             | Segrare LMP1 Team                                | Segrare LMP2 Team                              | Segrare GT Pro Team                                | Segrare GT Amateur Team                         |
| Datum        | Tävling             | Segrare LMP1 Förare                              | Segrare LMP2 Förare                            | Segrare GT Pro Förare                              | Segrare GT Amateur Förare                       |
| ------------ | ------------------- | ------------------------------------------------ | ---------------------------------------------- | -------------------------------------------------- | ----------------------------------------------- |
| 19 mars      | Sebring 12-timmars  | Team Oreca Matmut                                | Level 5 Motorsports                            | BMW Motorsport                                     | Krohn Racing                                    |
| 19 mars      | Sebring 12-timmars  | Nicolas Lapierre Loïc Duval Olivier Panis        | Scott Tucker Ryan Hunter-Reay Luis Díaz        | Dirk Müller Joey Hand Andy Priaulx                 | Tracy Krohn Niclas Jönsson Michele Rugolo       |
| 7 maj        | Spa 1000 km         | Team Peugeot Total                               | TDS Racing                                     | AF Corse                                           | IMSA Performance Matmut                         |
| 7 maj        | Spa 1000 km         | Anthony Davidson Alexander Wurz Marc Gené        | Mathias Beche Jody Firth Pierre Thiriet        | Gianmaria Bruni Giancarlo Fisichella               | Nicolas Armindo Raymond Narac                   |
| 11 juni      | Le Mans 24-timmars  | Audi Sport Team Joest                            | Greaves Motorsport                             | Corvette Racing                                    | Larbre Compétition                              |
| 11 juni      | Le Mans 24-timmars  | Marcel Fässler André Lotterer Benoît Tréluyer    | Karim Ojjeh Olivier Lombard Tom Kimber-Smith   | Olivier Beretta Tommy Milner Antonio García        | Patrick Bornhauser Julien Canal Gabriele Gardel |
| 3 juli       | Imola 6-timmars     | Team Peugeot Total                               | Greaves Motorsport                             | AF Corse                                           | IMSA Performance Matmut                         |
| 3 juli       | Imola 6-timmars     | Anthony Davidson Sébastien Bourdais              | Karim Ojjeh Olivier Lombard Tom Kimber-Smith   | Jaime Melo Toni Vilander                           | Nicolas Armindo Raymond Narac                   |
| 11 september | Silverstone 1000 km | Team Peugeot Total                               | Greaves Motorsport                             | AF Corse                                           | IMSA Performance Matmut                         |
| 11 september | Silverstone 1000 km | Simon Pagenaud Sébastien Bourdais                | Karim Ojjeh Olivier Lombard Tom Kimber-Smith   | Giancarlo Fisichella Gianmaria Bruni               | Nicolas Armindo Raymond Narac                   |
| 1 oktober    | Petit Le Mans       | Peugeot Sport Total                              | PR1 Mathiasen Motorsports                      | AF Corse                                           | Krohn Racing                                    |
| 1 oktober    | Petit Le Mans       | Franck Montagny Stéphane Sarrazin Alexander Wurz | Scott Tucker Christophe Bouchut João Barbosa   | Giancarlo Fisichella Gianmaria Bruni Pierre Kaffer | Tracy Krohn Niclas Jönsson Michele Rugolo       |
| 12 november  | Zhuhai 1000 km      | Peugeot Sport Total                              | Signatech Nissan                               | BMW Motorsport                                     | Team Felbermayr-Proton                          |
| 12 november  | Zhuhai 1000 km      | Sébastien Bourdais Anthony Davidson              | Franck Mailleux Jean-Karl Vernay Lucas Ordoñez | Jörg Müller Augusto Farfus                         | Christian Ried Gianluca Roda Richard Lietz      |